# ستيفاني سنكلير
ستيفاني سنكلير (بالإنجليزية: Stephanie Sinclair)‏ هي مصورة وناشطة حقوق الإنسان وصحفية أمريكية، ولدت في 1973.